# Ibroihim Youssouf
Pour les articles homonymes, voir Youssouf.
Ibroihim Youssouf surnommé Djoudja, né le 6 mai 1994 à Itsandra, est un footballeur international comorien qui évolue au poste d'attaquant au Volcan Club de Moroni en première division comorienne.

## Biographie
Ibroihim Youssouf naît en 1994 à Itsandra en Grande Comore. 

### Carrière en club
Il débute au Haïru Club en troisième division avant de jouer pour la Chirazienne de Domoni en première division comorienne, puis aux Enfants des Comores de Vouvouni. 
Il évolue ensuite au Volcan Club de Moroni avec lequel il est sacré champion des Comores en 2018,.
Repéré lors de ses apparitions en Ligue des champions africaine, il s'engage avec le club namibien de l'African Stars Football Club en janvier 2019 pour deux ans.
Il est revenu en janvier 2020 au Volcan Club de Moroni pour 4 ans à 2 millions d'euros mais rejoint le club mauritanien du FC Nouadhibou dès novembre 2020.
En mai 2021, il est sacré champion de Mauritanie avec le FC Nouadhibou.
Libéré par le club mauritanien et un temps annoncé de retour au Volcan Club, il s'engage finalement en septembre 2021 pour un an au TS Sporting FC, évoluant en deuxième division sud-africaine.

### Carrière en sélection
Il joue en équipe nationale comorienne depuis 2017.
Il est convoqué en juin 2021 pour le tour de qualification de la Coupe arabe de la FIFA 2021.

## Palmarès
- Championnat des Comores
  - Champion : 2018
- Championnat de Mauritanie
  - Champion : 2021